# Geoffrey Stewart
Pour les articles homonymes, voir Stewart.
Geoffrey Stewart, né le 15 décembre 1973 à Penrith (Australie), est un rameur d'aviron australien.

## Palmarès

### Jeux olympiques
- Sydney 2000
  -  Médaille de bronze en quatre sans barreur.
- Athènes 2004
  -  Médaille de bronze en huit

### Championnats du monde
- Championnats du monde d'aviron 1997
  -  Médaille de bronze
- Championnats du monde d'aviron 1999
  -  Médaille d'argent[1].